# Açude Santa Maria do Aracatiaçu
O Açude Santa Maria do Aracatiaçu é um açude brasileiro no estado do Ceará, localizado no município de Sobral, que barra as águas do riacho Bom Jesus, afluente do Rio Aracatiaçu, e foi concluído em 1923.
Sua capacidade de amarzenamento de água é de 8.200.000 m³.